# Darling in the Franxx
Darling in the Franxx (ダーリン・イン・ザ・フランキス?), abreviada DarliFra (ダリフラ?), es una serie de anime creada por los estudios A-1 Pictures y Trigger, animada por Trigger y CloverWorks, y dirigida por Atsushi Nishigori. Ambientada en un futuro distópico, gira en torno a un grupo de adolescentes denominados «parásitos» quienes, bajo el adoctrinamiento de la organización política APE, se capacitan para pilotar mecas conocidos como FRANXX. Es esencial que aprendan a manejar los robots apropiadamente, porque sirven de defensa contra los klaxosaurios, monstruos gigantes cuyo único objetivo aparente es destruir la humanidad. Además de ciencia ficción, algunas de las temáticas principales son el amor y la sexualidad, representadas, por ejemplo, en escenas donde los pilotos deben «sincronizarse» física y mentalmente para hacer funcionar la máquina.
Consta de veinticuatro episodios que se emitieron entre el 13 de enero y el 7 de julio de 2018 por medio de las cadenas japonesas Tokyo MX, BS11, Tochigi TV, Gunma TV, ABC y Mētele. La transmisión internacional ocurrió simultáneamente, a través de Crunchyroll, subtitulada al inglés. Esa empresa se encargó del doblaje para países hispanohablantes, salvo España, ya que allí esa tarea recayó en Selecta Visión, que se hizo con la licencia poco después del estreno. Asimismo, servicios de streaming como Niconico Live Broadcasting o Netflix compraron los derechos y contienen el programa en su catálogo. La serie se lanzó en formatos Blu-ray y DVD en países como Japón, por Aniplex; España, por la ya mencionada Selecta Visión; y Reino Unido, por Manga Entertainment. La banda sonora de Asami Tachibana, por otro lado, inspiró tres álbumes lanzados entre abril y agosto de 2018 por Aniplex.
Se lanzaron libros suplementarios y también productos confeccionados por múltiples marcas. El programa y particularmente el personaje Zero Two se hicieron populares durante y después de la emisión. El manga y el anime en formato Blu-ray tuvieron buen rendimiento comercial. Con respecto a las críticas, un medio de comunicación mencionó que el elenco es uno de los mejores aspectos del programa, porque al estar conformado por parejas todos tienen un buen desarrollo. A la mencionada Zero Two, por su parte, se la describió como «la estrella» de la serie. Sin embargo, Darling in the Franxx fue severamente juzgado por la prensa por su alto contenido sexual, motivo que llevó a su prohibición en China, y por sus episodios finales.

## Argumento

### Trasfondo
La serie está ambientada en un futuro distópico en el que la humanidad ha sido azotada por criaturas gigantes conocidas como «klaxosaurios» (叫竜 kyoryū?), de aspecto robótico y aparentemente carentes de raciocinio. La civilización ha abandonado la superficie del planeta y se ha recluido en las «Plantation», fortalezas móviles que sirven de protección. No se dan detalles sobre la condición del mundo exterior hasta más adelante. Los adultos residen en dichas ciudades, muy avanzadas tecnológicamente, y no les interesa interactuar entre ellos ni mucho menos procrear. En tanto, los jóvenes son denominados «parásitos» y viven apartados en la zona «Mistilteinn» (ミストルティン Misutorutin?) o «jaula de pájaros».
A modo de defensa, el ser humano ha desarrollado mecas conocidos como «FRANXX» (フランキス Furankisu?), que únicamente pueden ser pilotados por parejas de chico y chica. Controlarlo correctamente no es sencillo, ya que requiere que se sincronicen mentalmente. Físicamente, dentro del robot la mujer va delante, apoyada sobre las cuatro extremidades, mientras el hombre se sienta detrás y la sujeta. Durante este proceso, ellos reciben el mote de «estambres» y ellas, de «pistilos». Los jóvenes viven privados de información sobre el exterior, con el único objetivo de aprender a combatir klaxosaurios, y son monitoreados por APE —organización de científicos y políticos que controlan la humanidad—, quienes los consideran «carne de cañón» y en ocasiones llegan a borrarles algunos recuerdos. Antes de actuar en el campo de batalla, deben pasar una serie de pruebas; en la obra nunca se explica qué sucede con los jóvenes que reprueban.
Más adelante en la historia, se revelan varias interrogantes con respecto al origen de la batalla contra los klaxosaurios, respondidas a través de recuerdos de un personaje llamado Dr. Franxx. Años antes del inicio, APE desarrolló la inmortalidad, a costa de la capacidad de reproducción. Por ende, todos los niños son creaciones artificiales que sí pueden tener hijos. Conservar los órganos sexuales los convierte en las únicas personas capaces de pilotar FRANXX, lo que al mismo tiempo disminuye enormemente su esperanza de vida, en virtud de las dosis de glóbulos amarillos que APE les inyecta. También, se explica que los klaxosaurios son parte de una raza que habitó el planeta antes que el hombre y que tienen su propia gobernante, una princesa. De algunos miembros de esta especie proviene el «magma», que las personas utilizan como energía alternativa pero que, paradójicamente, destruye el planeta, al convertir la superficie en desiertos.

### Sinopsis
Cuenta la leyenda que el Jian, también llamado «el pájaro que comparte alas», solo tiene un ojo y un ala. Si el macho y la hembra no se apoyan entre sí, no podrán volar. Son criaturas imperfectas e incompletas. Pero, por alguna razón, su forma de vivir me pareció profundamente hermosa. Al menos, eso pensaba...
Introducción de la obra, hecha por Zero Two.

La historia transcurre en Plantation 13 y gira en torno a Hiro, un candidato a parásito quien, a pesar de su consideración de niño prodigio, no consigue pilotar un FRANXX, al ser incompatible con su compañera. Mientras su grupo asiste a la ceremonia de graduación, el protagonista conoce a Zero Two, una pistilo de otra unidad. Ninguno de sus estambres ha sobrevivido a más de tres sincronizaciones, debido al efecto que les produce que ella posea sangre de klaxosaurio. Durante la mencionada ceremonia se origina un ataque enemigo en las cercanías, y Hiro, tras besarse con Zero Two, pierde el conocimiento dentro de «Strelizia», nombre que se da al FRANXX exclusivo de ella. Como logran conformar un dupla eficiente, el comportamiento de Zero Two se vuelve sumamente posesivo hacia él, a quien llama «darling» —en español: «querido»—. Con la deserción de Hiro, el escuadrón 13 queda compuesto por las siguientes parejas: Ichigo y Goro, quienes manejan «Delphinium»; Miku y Zorome hacen lo propio con «Argentea»; Kokoro y Futoshi, pilotos de «Genista»; e Ikuno y Mitsuru, quienes conducen «Chlorophytum».
El protagonista continúa pilotando con su nueva compañera y al poco tiempo su salud se ve afectada, hecho que coincide con la unión de Plantation 13 y Plantation 26 para compartir reservas de energía de magma, elemento que atrae klaxosaurios. El muchacho colapsa durante la misión de defender la ciudad, pero pronto se recupera y Strelizia elimina a los rivales. Después de ello Hiro es reasignado al escuadrón, con Zero Two como pistilo. Con el tiempo, esta demuestra una faceta hasta entonces nunca vista: su obsesión por eliminar klaxosaurios, algo que, según cree, la volverá más humana. Su interés por el protagonista aparentemente solo es carnal, ya que es emocionalmente distante cuando él intenta comprender qué le sucede. Más adelante, a modo de flashback, se revela que se conocen desde niños y que formaron un fuerte vínculo que, si bien ninguno recuerda, sí sienten. Este es uno de los motivos por los que se trata del único estambre capaz de pilotar muchas veces con Zero Two y no morir en el transcurso. La otra explicación es que bebió sangre de la joven cuando le lamió una herida y, a partir de eso, perdió la capacidad de sincronizarse con otra persona. Una vez que ambos recobran los recuerdos de la infancia, su conexión se torna aún más poderosa, de modo que Strelizia puede acabar con gran cantidad de klaxosaurios fácilmente. El grupo sigue cumpliendo misiones bajo la promesa de APE de que, cuando hayan eliminado la suficiente cantidad de enemigos, tendrán el «honor» de convertirse en adultos.

Las aves Jian, pertenecientes a la mitología china, son utilizadas como simbolismo en Darling in the Franxx.

En este punto, se generan varias subtramas a medida que surgen sentimientos amorosos entre los adolescentes. La primera involucra a Ichigo, la líder del escuadrón, quien está secretamente enamorada de Hiro. Es este afecto, sumado al comportamiento errático y por momentos nocivo de su compañera, lo que crea disonancias entre esta y Zero Two. A su vez, Ichigo se entera de que una de sus camaradas, Ikuno, la aprecia de forma romántica, e indirectamente la rechaza. Al mismo tiempo, se forma una pareja en el grupo, Mitsuru y Kokoro, para disgusto de Futoshi, quien se ha enamorado de esta última. Sus amigos organizan una boda que es detenida por miembros de APE, quienes se llevan a ambos con el fin de borrarles los recuerdos y «reformarlos». La razón de esto es que el control de APE hacia los soldados no tiene límites, y se rechazan expresiones humanas como el matrimonio, la religión o la procreación.
Los miembros del escuadrón encuentran indignante el accionar de APE, además de percatarse de que probablemente nunca se convertirán en adultos, y exigen a los altos mandos —liderados por un hombre conocido como «Papá» o «Presidente»— que los liberen una vez finalicen la siguiente misión. APE está de acuerdo, aunque se produce un giro argumental cuando se desvela que la cúpula de esta organización forma parte de una raza extraterrestre llamada VIRM, que años antes había llegado al planeta y librado una guerra con los terrícolas originales, los «Klaxo Sapiens». El resultado fue una victoria alienígena que indujo a los Klaxo Sapiens a ocultarse en el fondo de la Tierra. Allí, evolucionaron en dos subespecies: una se convirtió en energía de magma y otra, en klaxosaurios, quienes en realidad atacan a los humanos porque estos destruyen el planeta mediante la extracción de la mencionada energía. Queda de manifiesto, de esta manera, que el plan de Papá es sustraer el magma, acabar con los klaxosaurios y establecer una noción de conciencia colectiva en las personas.
En una batalla previa, el escuadrón 13 había conseguido hacerse con el control de «Gran Crevasse», localización que es fundamental para la activación de «Star Entity», arma de origen klaxosaurio con la que APE espera eliminar a toda esta especie. La última misión de la unidad es proteger el sitio de enemigos mientras los adultos hacen funcionar el artefacto. Durante el proceso, la princesa de los klaxosaurios aparece en escena y, tras deshacerse de Zero Two, se monta en Strelizia con Hiro para hacerse con la arma. Fruto de esta conexión es que el protagonista comprenda que ella intenta salvar al planeta de Papá y sus secuaces. Ante este panorama, APE prefiere aniquilar la Tierra mediante la autodestrucción de Star Entity, mientras ellos huyen al espacio exterior. La princesa se sacrifica para revertir la autodestrucción y para que Zero Two pueda pilotar Star Entity —ahora en forma de «Strelizia Apus»— con Hiro y, aunque vencen a una flota alienígena que sobrevolaba las cercanías, saben que los VIRM regresarán.
En tanto los klaxosaurios —incluido Strelizia Apus— ascienden al espacio y desarrollan una guerra con los extraterrestres, los parásitos, liderados por Ichigo y Goro, tratan de sobrevivir y contemplan un futuro donde, por primera vez, estarán libres de supervisación alguna. Zero Two entra en estado catatónico ya que su mente quedó atrapada en Strelizia Apus, a lo que Hiro decide ir al lugar donde trascurre la batalla, la órbita de Marte, para recuperarla. Le es posible llegar allí, puesto que poco antes se había hallado una nave klaxosaurio abandonada a la que pueden acceder. El muchacho parte junto con sus camaradas, cuyos FRANXX han sido equipados para pilotar en el espacio gracias a material encontrado en el mencionado vehículo, y como está solo se sincroniza con un miembro de otro escuadrón. Kokoro y Mitsuki, quienes volvieron a enamorarse a pesar del borrado de recuerdos, se quedan en la Tierra, dado que ella está embarazada. Hiro visualiza a Strelizia Apus y consigue conectar con Zero Two; ahora en forma de robot gigante, estallan y aniquilan a toda la flota de VIRM, muriendo en el proceso. El epílogo muestra la vida posterior en la Tierra: ha nacido el bebé de Kokoro y Mitsuki, Ichigo y Goro son pareja, Ikuno se encarga de cuidar a las nuevas generaciones y los klaxosaurios han regresado, ahora en paz. En la última escena, se produce un encuentro entre dos niños idénticos a Hiro y Zero Two, dándose a entender que sus almas han reencarnado para estar juntas nuevamente.

### Temáticas y estilo
La temática principal es la pérdida del amor y la humanidad, representada en los adultos, quienes al ser inmortales han dejado de relacionarse entre sí. No obstante, los parásitos conservan la capacidad de reproducirse, algo que los hace aptos para enamorarse y ser sexualmente activos. Las uniones de estambres y pistilos reflejan la esperanza de la humanidad, tanto literal —al funcionar los FRANXX de defensa contra los enemigos— como figurativamente. Esto se simboliza desde la primera escena, mediante la leyenda del ave de un ala que depende de su par para poder volar. Alegoría aparte, el programa presenta material con alta carga ecchi, que se puede observar en la posición que hombre y mujer toman dentro del meca, similar a una postura sexual.
Todos los personajes principales son jóvenes, razón por la cual en el programa se cubren temas como el desamor, la inseguridad o las relaciones poco sanas. Esto último se representa en la actitud inicial de Zero Two hacia Hiro, por quien siente un «deseo voraz», o en el mismo protagonista, quien experimenta el despertar sexual la primera vez que la ve y se obsesiona con ella, sin importar el peligro que le supone pilotar juntos. El escuadrón al que pertenecen es uno de muchos, aunque se diferencia de los demás ya que varios miembros albergan sentimientos por sus compañeros. Esas emociones generan momentos de tensión que no hacen más que recrudecer, ya que todos viven en la misma casa y están atravesando la pubertad. Llevan códigos en vez de nombres porque «así es como si no pertenecieran a ningún lado, y un número significa que no eres nadie». También, se explora la homosexualidad una vez se deja en claro que Ikuno siente atracción por Ichigo, aunque esto nunca llega a desarrollarse.

Gráfico donde se enseña que la tasa de natalidad en Japón disminuye con el paso de los años

Se representa la procreación como un acto mediante el cual la persona se siente realizada; por ejemplo, Mitsuru empieza siendo una figura mezquina y cuando se convierte en padre encuentra una razón de ser. Otro personaje al que le sucede algo parecido es Kokoro, quien no sabe el significado de  embarazo pero queda fascinada con el proceso en el momento en que encuentra un viejo folleto ilustrativo. El final, de carácter satisfactorio y provechoso, muestra que la mayor parte del grupo ha formado parejas y tenido mucha descendencia. Algunos analistas sostuvieron que Darling in the Franxx está concebido para fomentar a los jóvenes japoneses a tener hijos, puesto que en ese país los registros de nacimientos son alarmantemente bajos. Nishigori explicó: «La intención no fue hacer una crítica social, sino una representación de lo que actualmente veo [en Japón]».
Por lo demás, tanto el productor Yuichi Fukushima como el director Atsushi Nishigori han definido al anime como un «drama grupal» sobre la vida cotidiana, los sentimientos y la madurez de diez niños que conviven. Se muestra al mundo de Darling in the Franxx destruido y se menciona la falta de recursos naturales, pero mínimamente, ya que se agregó esto solamente para darle profundidad a los personajes. A pesar de que se trata de un programa de mecas, los aspectos relacionados con ciencia ficción se reducen a vagas explicaciones proporcionadas por el Dr. Franxx. Según observó un crítico de Kotaku, la serie comienza tratándose sobre batallas en robots, pero con el correr de los episodios se transforma en un «melodrama adolescente» y últimamente, en un «conflicto galáctico».

## Personajes
A continuación, se describe brevemente a los personajes principales y se nombra a los seiyū de la versión original, además de los actores de doblaje en España y en Hispanoamérica:
- Hiro (ヒロ?), también llamado «Código:016», es un adolescente de cabello negro y ojos azules.[8] Era un niño extrovertido, aunque experimentó un cambio de personalidad luego de conocer a Zero Two, ya que APE borró sus recuerdos y alteró su personalidad, algo que lo hizo más apático.[39] Considerado un prodigio durante su infancia, al inicio de la historia no consigue sincronizar con su compañera ni graduarse como parásito, por lo que experimenta una crisis de identidad, pues pilotar un FRANXX es su razón de vivir.[25] Por eso, más tarde, cuando comprende que solamente es capaz de conducir con Zero Two, recupera la fe en sí mismo.[7] En su idioma original, su seiyū es Yūto Uemura,[3] mientras que en el doblaje español es Masumi Mutsuda y en el hispanoamericano es Carlo Vázquez.[11][10]

- Zero Two (ゼロツー Zero Tsū?),[n. 2] también llamada «Código:002», aparenta ser una adolescente y tiene cabello rosa y dos cuernos rojos.[5][8] Es un clon de la princesa de los klaxosaurios, concebida a partir de cabellos de esta tomados por el Dr. Franxx.[5] De niña tenía piel rojiza, uñas y dientes afilados, y cuernos mucho más pronunciados, pero tras ser objeto de múltiples experimentos de APE, incluida la tortura, su apariencia se volvió más humana.[60] A pesar de esas experiencias, no desarrolló odio hacia las personas, si bien tampoco demuestra preocupación por la salud de sus estambres.[60] Suele comportarse con arrogancia y desdén y, a su vez, es curiosa y alegre.[60] Está obsesionada con la idea de hacerse más humana.[60] En su idioma original, su seiyū es Haruka Tomatsu,[3] mientras que en el doblaje español es Nuria Trifol y en el hispanoamericano es Mariana Ortiz.[11][10]

- Dr. Franxx (フランクス博士 Furankusu Hakase?), cuyo verdadero nombre es Werner Frank (ヴェルナー・フランク Verunā Furanku?), es un anciano cíborg, creador de las unidades FRANXX y quien ideó el proceso para formar parásitos.[5] Trabaja con APE desde su juventud, pero eso no significa que siempre esté de acuerdo con ellos: aunque la inmortalidad sea un avance científico, afirma que no vale la pena perder la capacidad de reproducción a cambio.[5] Es un personaje imparcial, porque no actúa ni a favor ni en contra de APE o los protagonistas.[32] Está enamorado de la princesa de los klaxosaurios, aun cuando la vio una sola vez y esta lo atacó sin piedad.[5][32] En su idioma original, su seiyū es Kenyū Horiuchi,[3] mientras que en el doblaje español es Rafael Ordóñez Arrieta y en el hispanoamericano es Pedro D'Aguillón Jr.[11][10]

- Papá (パパ Papa?) es el presidente de APE. Como líder de los llamados «Siete Sabios», su voluntad es incuestionable, y al principio de la historia los parásitos son extremadamente obedientes hacia él.[53] Se lo presenta como un personaje benévolo y enigmático, pues oculta su identidad detrás de una túnica y una máscara dorada con aspecto de primate.[39] No es hasta más adelante que se desvela su rol antagónico y su origen: proviene de una raza extraterrestre conocida como VIRM, que es perjudicial tanto para la Tierra como para los protagonistas.[39] En su idioma original, su seiyū es Tesshō Genda,[3] mientras que en el doblaje español es Gabriel Pareja y en el hispanoamericano es Óscar Gómez.[11][10]

- Código:001 (コード:001 Kōdo:001?) es la denominación con la que APE se refiere a la princesa de los klaxosaurios. Su aspecto es idéntico al de Zero Two, dado que esta es un clon suyo, aunque ella tiene piel y cuernos azules.[61] Su apariencia tierna e infantil contrasta con su naturaleza violenta y sus poderes telepáticos.[5] Alberga un profundo resentimiento hacia los humanos, porque según su punto de vista destruyen el planeta y atacan a su especie.[32] Durante gran parte de la historia se resguarda en las profundidades de la Tierra con sus pares.[61] En su idioma original, su seiyū es Rie Kugimiya,[3] mientras que en el doblaje español es Eva Andrés y en el hispanoamericano es Alejandra Delint.[11][10]

Además de los ya descritos, cabe mencionar a los personajes que componen el resto del escuadrón 13, al que pertenecen los protagonistas. Se dividen en parejas de dos a la hora de pilotar y todos tienen nombre, diferenciándose así de otras unidades, que simplemente utilizan el código que APE les otorgó. También cuentan con la característica de que sus FRANXX no tienen diseños genéricos, sino que lucen un aspecto femenino. La líder, Ichigo, está enamorada de Hiro, aunque él no se percata de esto, y hace equipo con Goro, quien la apoya. Miku y Zerome, otra pareja, nunca logran llevarse bien y funcionan como un alivio cómico. En su presentación, Mitsuru es un muchacho arrogante que rivaliza con Hiro y no duda en cambiar a Itsuki por Kokoro como compañera. Su vínculo con esta última lo convierte paulatinamente en mejor persona. Itsuki, dada la mencionada situación, pasa a formar equipo con Futoshi, quien era estambre de Kokoro. El escuadrón es monitoreado por dos cuidadores: Nana y Hachi.

## Producción
La idea de dirigir un anime original surgió en Atsushi Nishigori durante sus primeros años en la industria, y probablemente se vio influenciado por el estudio para el que trabajaba, Gainax, acostumbrado a ese tipo de proyectos. Fue parte, entre otros, del equipo de producción de Tengen Toppa Gurren-Lagann, donde notó más compañerismo y creatividad de lo que había entre los responsables de adaptar mangas a programas animados. Mientras fungía como director de The Idolmaster, de A-1 Pictures, se le ocurrió una premisa basada en robots. Fascinado por la obra de Shinji Nojima, quien frecuentemente ambienta las series en entornos difíciles pero se vale también de escenarios felices, concibió Darling in the Franxx como un «drama grupal» donde niños intentan sobrevivir ante la adversidad. Por eso eligió ubicarlo en un mundo devastado, al ser un entorno donde comúnmente se producen penurias. Se interesó por la combinación entre robots y el ambiente donde se desenvuelven los jóvenes, una pensión ubicada en Mistilteinn. «Tenía ganas de mezclar ciencia ficción con algo gótico, con todos estos chicos viviendo en un lugar parecido a un internado y usando uniforme con pantalón corto y medias», dijo.

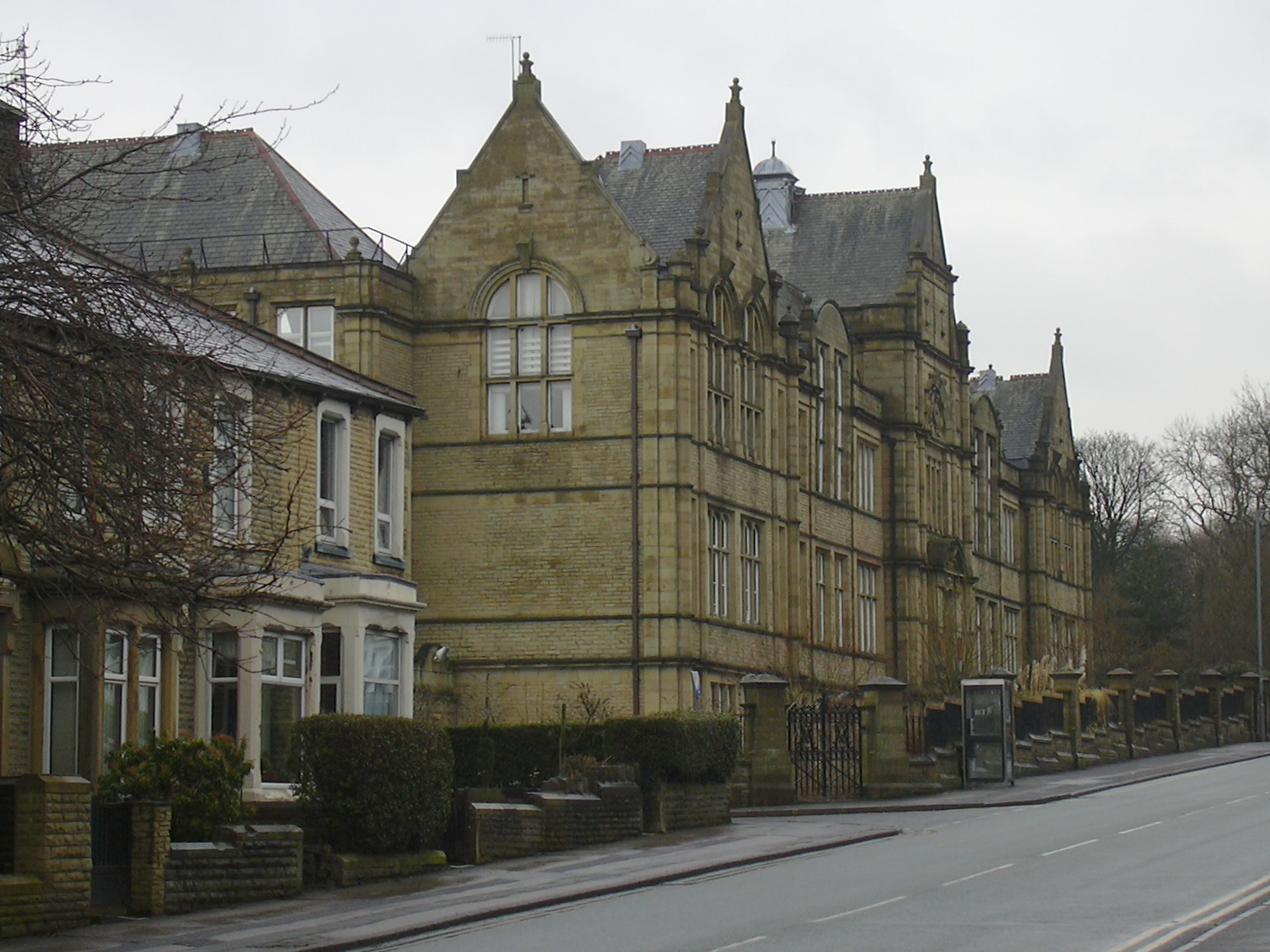
A pesar de que la serie está ambientada en un escenario futurista, la pensión donde residen los parásitos conserva un aspecto moderno y es similar a un internado. Nishigori lo vio como un contraste con los mecas que los jóvenes pilotan.

Hacia mediados de 2011 tanto el director de Tengen Toppa Gurren-Lagann, Hiroyuki Imaishi, como varios animadores de ese anime fundaron Trigger, compañía con la que Nishigori firmó tiempo después de finalizar The Idolmaster. A mediados de la década de 2010, el director se acercaba a los cuarenta años y se sentía insatisfecho con su carrera, por lo que reunió a los mejores animadores que conocía, con el fin de crear un programa con ellos. «Creí que era de mis últimas oportunidades de hacer algo con mi gente favorita», explicó. Con un rejunte de personal de Trigger y de A-1 Pictures, decidió llevar a cabo la serie sobre robots y la vida cotidiana de adolescentes que tenía en mente desde hacía tiempo. El conjunto creativo que realizó Darling in the Franxx recibió el nombre de «Code:000» y estuvo compuesto por integrantes de los equipos que animaron Tengen Toppa Gurren-Lagann y Toradora!
Con el universo ficticio creado y la estructura pensada, Nishigori presentó el contenido y el resto del equipo aportó ideas. Se requirió que «transmitiera su visión» cuidadosamente porque, de lo contrario, los animadores «simplemente tomarían fragmentos de otros programas y crearían algo ya visto». Nishigori se encargó además de la realización del primer guion gráfico, excepto en las escenas de acción, labor que recayó en Imaishi. Según el productor creativo Hiromi Wakabayashi, inicialmente hubo mucha incertidumbre sobre la coproducción, porque se trataba de empresas con distintas maneras de trabajar. A-1 Pictures se ocupó más que nada de plasmar los conceptos, mientras que Trigger, que empleó el doble del personal habitual, se limitó a animar lo establecido. El guion y los diseños se hicieron por separado, y Wakabayashi tenía el trabajo de «ser el puente entre ambos equipos». Las escenas humorísticas, que funcionan como «descarga» luego de tantos momentos dramáticos, provienen de sugerencias de Imaishi. En opinión del productor Yūichi Fukushima, el hecho de no tener material en el cual basarse le generó complicaciones.
El diseño de personajes corrió a cargo de Masayoshi Tanaka, elegido por su capacidad de ilustrar escenas de acción, de violencia y de tono erótico. Los protagonistas resultaron particularmente difíciles de animar, ya que lo que dicen en ocasiones no coincide con lo que piensan. En el caso de Zero Two, a la hora de esbozarla se le añadió cabello rosa y sombra de ojos, ya que el objetivo era que se convirtiera en la imagen principal del anime y que se hiciera cosplay de ella. En su primera aparición no tiene demasiados diálogos, por lo que, con el fin de que el espectador se hiciera una idea sobre qué clase de personaje es, se la animó de tal manera que su actitud y sus gestos se expresaran por ella. Zero Two destaca por su personalidad imponente y directa, compartiendo así características con muchos personajes femeninos creados por Trigger, como Panty Anarchy —Panty & Stocking with Garterbelt— y Lalaco Godspeed —Uchū Patrol Luluco—. El diseño del resto del elenco es mucho más escueto, dado que intencionadamente «se les quitó cuanto se pudo». Los bocetos de los mecas eran «muy robóticos» pero, una vez que se agregó dramatismo y sentimentalismo en la serie, surgió una duda: «¿Realmente tienen que ser robots? ¿Cómo podemos plasmar nuestra idea de que los robots y los pilotos son lo mismo?» El diseñador mecánico, Shigeto Koyama, hizo que lucieran femeninos porque, junto con Imaishi, percibió que «Nishigori estaba más interesado en idols que en robots». En palabras del director: «Así, [los diseños] evolucionaron a una forma más orgánica que, al final, resultó muy simbólica dentro de la serie».
El equipo tuvo dificultades a la hora de plasmar todo el material introductorio en el primer capítulo, aun cuando contaban con más tiempo de lo acostumbrado, ya que en este no se hizo uso de temas de apertura y cierre. En consecuencia, el director decidió recortar algunas escenas. El séptimo y el octavo episodio prácticamente no contienen momentos dramáticos y pueden verse aparte de los demás. Como es común en el anime, uno se centra en un día de playa, donde los personajes salen en traje de baño. Con el objetivo de no hacerlo demasiado «vulgar», se designó a Rino Yamazaki como guionista, ya que podía aportar una «mirada femenina». El octavo tiene lugar en la pensión y contiene escenas mayormente cómicas: «Desde el principio, [Nishigori] quiso hacer un episodio que transcurriera en un internado, por así decirlo, con chicos y chicas viviendo juntos. Es interesante ver a estos personajes interactuando de forma que nunca vemos», dijo Wakabayashi. En este, los animadores de Trigger agregaron expresiones faciales llamativas en los personajes, a modo de alivio cómico; esta es una de las principales características de ese estudio. Por último, hacer de Zero Two un robot gigante con vestido de novia en el final surgió de una conversación entre Nishigori y Koyama: 

Casi desde el principio acordamos que al final [Zero Two] se transformaría en un robot gigante. Hablamos mucho con Tanaka y pensábamos cómo iba a lucir en la batalla final. Quiero decir, es un robot gigante... Que la forma final fuera solo eso hubiera sido un poco extraño, por lo que se nos ocurrió: «¿Por qué no la mostramos en su forma más hermosa?» Así que le agregamos el vestido de novia. No pudo cumplir su sueño de convertirse en humana, pero estaba más hermosa que nunca. Es más que un simple diseño.

Nishigori eligió a Yūto Uemura como Hiro porque le «encantó» su tono de voz, y quedó muy satisfecho cuando lo oyó interpretando al personaje. Por otro lado, llevó trabajo hallar a la seiyū de Zero Two, un papel que requería un amplio alcance en la tonalidad, más que nada en las secuencias donde esta es pequeña. Haruka Tomatsu recibió pocas indicaciones, con el fin de que aportara sus propias cualidades al personaje. «Supongo que la seleccionamos porque queríamos ver cómo su presencia y su actuación se combinaban [con nuestro concepto] de Zero Two», explicó el director. Yūichirō Umehara interpretó a Goro, salvo en el vigésimo tercer capítulo, al estar de licencia médica; Daiki Hamano lo sustituyó. El 9 de noviembre de 2017 se anunciaron los diez intérpretes principales.

## Contenido

### Anime
| Director             | Atsushi Nishigori |
| Composición          | Nishigori         |
| Diseño               | Hiroyuki Imaishi  |
| Diseño mecánico      | Shigeto Koyama    |
| Diseño de personajes | Masayoshi Tanaka  |
| Edición              | Akinori Mishima   |
| Música               | Asami Tachibana   |

El estudio Trigger anunció el anime en la Anime Expo de Los Ángeles, a mediados de 2017, y en octubre la cuenta de Twitter de la serie publicó un video a modo de adelanto. Allí, se confirmó que se transmitiría en las cadenas televisivas Tokyo MX, BS11, Tochigi TV, Gunma TV, ABC y Mētele. Ese año se abrió un sitio web sobre el programa, donde se dio información acerca del equipo de producción. Además de Trigger y A-1 Pictures, la compañía CloverWorks, filial de esta última cuyo nombre original era Kōenji Studio, participó en la producción.
La emisión transcurrió entre el 13 de enero y el 7 de julio de 2018, y se generaron veinticuatro episodios de veinticuatro minutos cada uno. Se produjeron dos capítulos adicionales: «Playback Special 1» y «Playback Special 2». En noviembre de 2019, se convirtió en el primer anime que BS Asahi transmitió en su bloque de los viernes a la noche, orientado a adultos. Crunchyroll y Funimation adquirieron la licencia, con la primera empresa transmitiéndola simultáneamente subtitulada al inglés y al español, y con la segunda produciendo el doblaje al inglés. Algunos sitios de streaming que han tenido a Darling in the Franxx en su catálogo son Niconico Live Broadcasting en Japón y Netflix, tanto en España como en algunos países de Hispanoamérica. Cabe mencionar que en China se prohibió su difusión por motivos desconocidos, aunque en las redes sociales los espectadores chinos sugirieron que la razón es que contiene «material sugerente».
En Japón, desde el 25 de abril hasta el 28 de noviembre de 2018 Aniplex distribuyó ocho paquetes en formato DVD y Blu-ray, de tres episodios cada uno. Entre el 26 de marzo y el 28 de mayo de 2019, Funimation lanzó en Estados Unidos dos unidades, además de una edición limitada del primer disco. En España, Selecta Visión se hizo con los derechos poco después del estreno y sacó a la venta un DVD simple y un Blu-ray edición de coleccionista y otro limitado, que incluye un libro sobre la serie. La primera de las dos unidades se lanzó el 18 de septiembre de 2019. Manga Entertainment licenció la obra para el Reino Unido y también la distribuyó en esos formatos. Por otra parte, Crunchyroll llevó a cabo el doblaje para Hispanoamérica y Selecta Visión, para España, en el Sik Estudio de Barcelona.

### Banda sonora
La música de la serie está compuesta por Asami Tachibana, cuyo sonido Nishigori definió como «precioso, más que nada en las escenas épicas, llenas de acción». Se lanzaron tres discos de la banda sonora, que Aniplex se encargó de distribuir. El primero se publicó el 25 de abril de 2018, se lo incluyó en la primera unidad Blu-ray y DVD, y consta de veintiún pistas. El segundo se lanzó al mercado el 25 de julio, en conjunción con el cuarto paquete Blu-ray y DVD, y también contiene veintiún canciones. El último volumen, incluido en el quinto disco Blu-ray y DVD, salió a la venta el 29 de agosto y consta de veintidós temas. Además, existen dos álbumes, tanto en formato CD como DVD, que recopilan los temas de cierre: «Darling in the Franxx Ending Collection vol.1», publicado el 28 de marzo, y «Darling in the Franxx Ending Collection vol.2», del 27 de junio.
El tema de apertura es «Kiss of Death», interpretado por Mika Nakashima y compuesto de Hyde. La secuencia está dirigida por Toshifumi Akai y se basa en un guion gráfico de Nishigori, quien insistió en animarlo en tonalidades rojas. En cambio, se hicieron seis canciones de cierre, todas obra de XX:me, grupo integrado por varias actrices de voz de la serie: «Torikago» (トリカゴ?  lit. «Jaula de pájaros») de XX:me —del primer episodio al sexto—; «Manatsu no Setsuna» (真夏のセツナ?  lit. «Momento de verano»), para el episodio del día de playa; «Beautiful World» (8-12, 14); «Hitori» (ひとり?  lit. «Solo»), para el decimotercer capítulo; «escape» (16-20); y «Darling», que se utilizó en lo que restó de serie. El video del primer ending, realizado en su mayor parte por Mai Yoneyama, muestra a los personajes con ropa normal porque, como en el programa salen con uniformes o trajes para pilotar, así se «verían diferentes aspectos de ellos». Por otra parte, la animación de «Manatsu no Setsuna» es una colaboración entre Nishigori y Masayoshi Tanaka. «Hitori» sirve como cierre del episodio donde se revela el pasado de los protagonistas y presenta imágenes —ilustradas por Aki Minamino— de un libro ficticio, La bestia y el príncipe, que tiene un importante significado en la historia.
Un analista de Ramen para Dos destacó el acompañamiento musical en las escenas de acción, mientras que otro del mismo sitio escribió que este apartado es «correcto pero no llega a emocionar». Similarmente, la reseña de Anime UK News dice que «la banda sonora cumple, aun cuando no es nada sobresaliente. Lo que sí destaca es el aclamado opening, tan excelente como la gente quiere hacerte creer». Asimismo, un crítico de esa página afirmó que los ending son de mayor calidad que las múltiples pistas que suenan en el programa.

### Manga
En diciembre de 2017, antes del estreno del programa, se anunció que Kentarō Yabuki lo adaptaría a manga y que este se publicaría en la revista en línea Shōnen Jump+, de la editorial Shūeisha, desde el 14 de enero del siguiente año. Como promoción, Yabuki realizó una ilustración de Zero Two y Mika Nakashima, intérprete del tema de apertura del anime. Inicialmente solo se modificaron pequeños detalles, pero a partir del trigésimo séptimo capítulo la historieta presenta cambios notables con respecto al programa, con el objetivo de llegar a un final alternativo. La adaptación concluyó en 2020 y cuenta con ocho volúmenes tankōbon. Algunas editoriales que licenciaron la historieta son Seven Seas Entertainment en Norteamérica, cuya imprenta, Ghost Ship, la lanzó en formato físico y digital; e Ivrea, para su distribución en español. En España empezó a difundirse desde el 13 de mayo de 2021, mientras que en Argentina, donde se publicó mensualmente y en formato idéntico al original, el primer volumen estuvo a la venta a partir de diciembre de ese año. A partir de marzo de 2022, Seven Seas Entertainment lanzó ediciones de bolsillo que recopilan dos volúmenes en uno.
Al mismo tiempo, se produjo un manga derivado llamado Darling in the Franxx!, creado por Mato y también difundido por Shōnen Jump+. Esta serie, de formato Yonkoma y que funciona como una parodia de la original, finalizó en julio de 2018, tras haber emitido setenta y tres capítulos que se recopilaron en un volumen.
| Lista de volúmenes | Lista de volúmenes      | Lista de volúmenes     | Lista de volúmenes       | Lista de volúmenes |
| #                  | Fecha de publicación    | ISBN                   | Fecha de publicación     | ISBN               |
| ------------------ | ----------------------- | ---------------------- | ------------------------ | ------------------ |
| 1                  | 2 de febrero de 2018    | ISBN 978-4-08-881454-4 | 13 de mayo de 2021       | ISBN 9788418751462 |
| 2                  | 2 de mayo de 2018       | ISBN 978-4-08-881493-3 | 17 de junio de 2021      | ISBN 9788418751462 |
| 3                  | 4 de octubre de 2018    | ISBN 978-4-08-881620-3 | 4 de agosto de 2021      | ISBN 9788418963025 |
| 4                  | 4 de febrero de 2019    | ISBN 978-4-08-881752-1 | 22 de septiembre de 2021 | ISBN 9788418963612 |
| 5                  | 2 de mayo de 2019       | ISBN 978-4-08-881854-2 | 21 de octubre de 2021    | ISBN 9788418963995 |
| 6                  | 4 de septiembre de 2019 | ISBN 978-4-08-882048-4 | 10 de diciembre de 2021  | ISBN 9788419010667 |
| 7                  | 4 de enero de 2020      | ISBN 978-4-08-882196-2 | 23 de diciembre de 2021  | ISBN 9788419096210 |
| 8                  | 3 de abril de 2020      | ISBN 978-4-08-882277-8 | 9 de febrero de 2022     | ISBN 9788419096753 |

### Libros
CloverWorks publicó el libro suplementario, Darling in the Franxx Key Animation Notes, el 23 de noviembre de 2018. Contiene múltiples ilustraciones que se utilizaron en el anime, incluidos los temas de apertura y cierre, y comentarios de Atsushi Nishigori y Masayoshi Tanaka. Además, se dividió en dos volúmenes: el primero de 1224 páginas y el segundo, de 2176. El 18 de enero de 2019 Aniplex publicó un segundo libro, Darling in the Franxx Complete Material Book, que tiene 224 páginas e incluye dibujos que Tanaka esbozó durante toda la producción, además de un glosario de los términos de la serie y entrevistas a los miembros del equipo y actores de voz.

## Recepción

### Críticas
Tempranamente, un crítico de Ramen para Dos encontró confuso que en los primeros episodios apenas se expliquen elementos importantes, como «lo que está sucediendo en el mundo, [...] por qué los niños están obligados a pilotar unos mechas, [...] por qué apenas hay adultos en la historia [o] de dónde provienen los klaxosaurios». Otro especialista de ese medio opinó que los episodios donde se pelea con klaxosaurios resultan repetitivos, al tener todos la misma estructura, además de que «a estos enemigos les falta carisma y personalidad... Son simples masas destructivas». Austin Prince de Otaku USA escribió que las batallas son discretas, porque «son un despliegue de colores brillantes y movimientos audaces» carentes de sustancia. La mayoría de la prensa especializada calificó de «inapropiadas» las muchas insinuaciones sexuales presentes en la serie, ya que los personajes son adolescentes. No obstante, Matthew Magnus Lundeen señaló en Game Rant que, debido a la sexualización «descarada» y directa, los momentos dramáticos son convincentes y profundos.
En cuanto al reparto, en Anime UK News se destacó que el grupo principal esté conformado por parejas, porque de esta manera «cada una tiene su propia dinámica» y eso es provechoso. Sin embargo, se mencionó que Hiro es un protagonista débil «y Zero Two aparece de la nada para solucionar todos sus problemas, lo que vendría convirtiéndola en una manic pixie dream girl». Eric Van Allen de Kotaku elogió a los personajes, dada la originalidad en el diseño y la forma de pelear de cada uno. En su opinión, «la estrella es Zero Two, quien es tan protagonista como Hiro y cuyo arco narrativo es lo mejor del programa. Empieza mostrándose fuerte, agresiva y decidida a estar junto a Hiro, pero a medida que avanza la trama aporta tensión dentro del escuadrón, y los motivos detrás de su apariencia, actitud y sentimientos hacia Hiro producen algunos de los mejores momentos de Darling». Prince dijo que el reparto está constituido por personajes estereotipados, aunque bien desarrollados. Van Allen se refirió a Papá y la princesa de los klaxosaurios como «grandes villanos», si bien se manifestó disconforme con el desenlace: «De repente se nos presentan naves espaciales, lealtades cambiantes y situaciones imposibles, en un intento de cerrar la historia de cualquier manera posible».
En Ramen para Dos se elogió el apartado técnico, al mencionar que el programa tiene una «gran calidad gráfica» en las secuencias de pelea, no así los escenarios y personajes. Otro analista de ese medio coincidió con su compañero sobre que «[es] un anime de una calidad incuestionable. La animación resulta muy fluida, especialmente durante los combates, consiguiendo que nos emocionemos. Los diseños de personajes es cierto que son un poco lo de siempre, a excepción de Zero Two que [destaca] sobre el resto». Similarmente, Van Allen concedió el calificativo de «espléndidas» a las imágenes. Más adelante, sin embargo, James Beckett escribió en Anime News Network que la animación empleada en el combate final en el espacio «es floja, sorprendentemente», lo que quita emoción a esas escenas de acción. Prince comparó esta producción con Tengen Toppa Gurren-Lagann en el uso de los colores y el diseño de personajes, tan similares que «parece más una continuación directa que un homenaje». Lundeen también hizo mención de ello, cuando dijo que el final de Darling in the Franxx intentó emular a dicho programa, aun cuando eso «no era lo que había atraído a su público». Además, encontró que el anime también comparte muchas similitudes Neon Genesis Evangelion, no solo en lo visual sino también en la historia.
Los medios de comunicación coincidieron al afirmar que, a medida que se acerca el final, el ritmo del programa acelera demasiado y por eso el cierre de la historia es «confuso... Difícil de seguir». Según Comic Book Resources, tanto los periodistas como el público juzgaron severamente el desenlace, al que se describió como «totalmente anticlimático... Da la sensación de que lo escribieron apresuradamente para cumplir con la fecha pautada». En su reseña sobre la segunda mitad de la obra, un analista de Anime UK News dijo que «de todas las preguntas que se habían planteado, [...] lamentablemente no todas tuvieron respuesta». Añadió, refiriéndose a la inclusión de extraterrestres, que «la serie salta al tiburón y hace algo que nunca esperarías, cosa que es motivo de sorpresa pero que afecta la narrativa». Beckett comparó el decimonoveno episodio, acerca del pasado del Dr. Franxx, y el vigésimo primero de Neon Genesis Evangelion, que también enseña el trasfondo de la serie mediante el uso de analepsis. Opinó que este capítulo genera fallos en el desarrollo de personajes y de la historia: «No vale la pena insistir en las muchas alusiones al episodio de Evangelion, porque esto solo recuerda a la audiencia todo lo que Evangelion hace bien y Darling in the Franxx no». Un crítico diferente afirmó que, después del vigésimo episodio, «mucho de lo insinuado no terminó llegando a ningún sitio». Van Allen escribió que la transición a una obra sobre extraterrestres no es fluida y que termina siendo una «serie bellamente animada que no culmina exitosamente». Samantha King de Screen Rant vio conveniente que el manga no siguiera el «frustrante y apresurado» final original.

### Popularidad

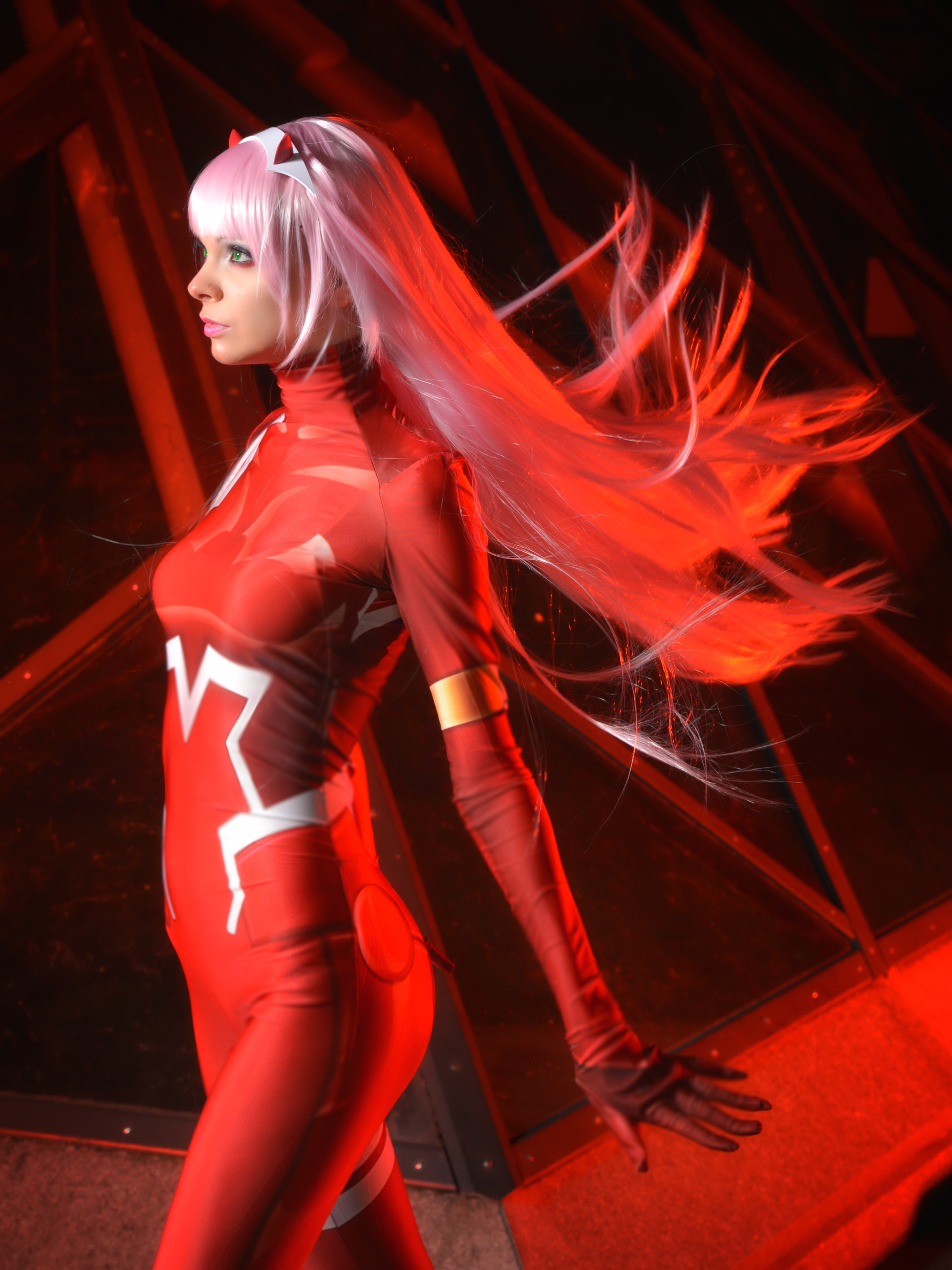
Cosplayer de Zero Two

Darling in the Franxx se convirtió en el «anime sensación» en la temporada en que se estrenó y su popularidad se extendió durante varios meses, hecho que Game Rant atribuyó a que se trata de un proyecto colaborativo entre dos grandes estudios de animación. Distribuido en Japón y el resto del mundo al mismo tiempo, su fama rápidamente se trasladó a occidente. El público se interesó en elementos como las batallas y los temas sexuales tratados. De acuerdo con lo determinado por Google Trends, su popularidad se revivificó hacia diciembre de 2020, algo que habría sucedido a causa de vídeos relacionados con el programa publicados en TikTok. Incluso años después de la conclusión, los espectadores continuaron enviando mensajes a las oficinas de CloverWorks pidiendo la realización de una segunda temporada.
Con respecto a su adaptación, algunos ejemplares, como el séptimo o el octavo, figuraron en listados semanales de la tienda Comic ZIN Akihabara sobre sus mangas más vendidos. Las versiones en otros idiomas también gozaron de cierto éxito, como la publicada por Seven Seas Entertainment en Estados Unidos o la española, cuya edición coleccionista, a fines de 2019, estuvo entre los títulos más vendidos en el evento 25 Manga Barcelona. Por otro lado, el Blu-ray también tuvo un buen rendimiento comercial en Japón, según lo publicado por Oricon. En virtud de su diseño llamativo y su personalidad apabullante, Zero Two se convirtió en un personaje icónico dentro de la comunidad de anime. Tanto esta como Ichigo y Kokoro inspiraron cosplay varios e incluso la personalidad televisiva Kim Kardashian, en su momento, se tiñó el cabello de rosa en honor a Zero Two.
Se generaron memes en Internet sobre la serie mientras se emitía y también luego de la finalización. Por ejemplo, durante la transmisión se viralizaron doblajes hechos por seguidores a modo de parodia, donde se tomaron escenas del programa y se les agregó diálogos absurdos. También en redes sociales surgió una polémica: en el momento en que se transmitió un episodio donde Ichigo trata de alejar a Zero Two de Hiro por el bien de este, algunos espectadores enviaron mensajes negativos a los productores y se llegó al punto de que Kana Ichinose recibió amenazas de muerte solo por interpretar a Ichigo.
La personalidad de Internet Xiran Jay Zhao afirmó que se inspiró en Darling in the Franxx durante la escritura de Viuda de hierro: Iron Widow, que estuvo entre las novelas más vendidas del New York Times en 2021. Zhao se refirió al programa como «una brillante exploración de la adolescencia que usa los mecas a modo de alegoría, pero solo en la primera mitad...» Después de encontrar «muy abstracto» el final, decidió escribir una novela con una premisa parecida y desarrollo diferente. Además, su historia contiene referencias a la cultura china, algo que también surgió de este programa, más precisamente en el simbolismo sobre las aves Jian.

### Mercadotecnia
Respecto a los productos sobre la franquicia, durante la emisión se abrió temporalmente una tienda en el centro comercial P'PARCO, en Tokio, donde se vendieron cadenas, ropa, tazas y demás artículos. Tiendas en línea como Aniplex+ o Tamashii Web Shop lanzaron al mercado figuras a escala hechas con imagen en los personajes o los mecas. Zero Two en particular inspiró muñecos creados por marcas como Kotobukiya o Good Smile y, también, la compañía Nendoroid fabricó una pequeña figura sobre este personaje.

### Premios
En los Newtype Anime Awards de 2018, se premió a Shigeto Koyama por su labor en el diseño mecánico, mientras que la serie y Zero Two quedaron en segundo lugar en las categorías mejor anime y mejor personaje femenino, respectivamente. Además de eso, el programa recibió nueve nominaciones. Al año siguiente, fue candidato a dos galardones en los Crunchyroll Anime Awards: mejor tema de apertura y mejor actuación de voz —en este caso, la nominada fue Tia Ballard, la intérprete de Zero Two en el doblaje inglés—, de los cuales ganó el primero. Además, en una votación organizada por Funimation se eligió a Zero Two como uno de los mejores personajes femeninos de la década de 2010.